# ハワイ州道130号線

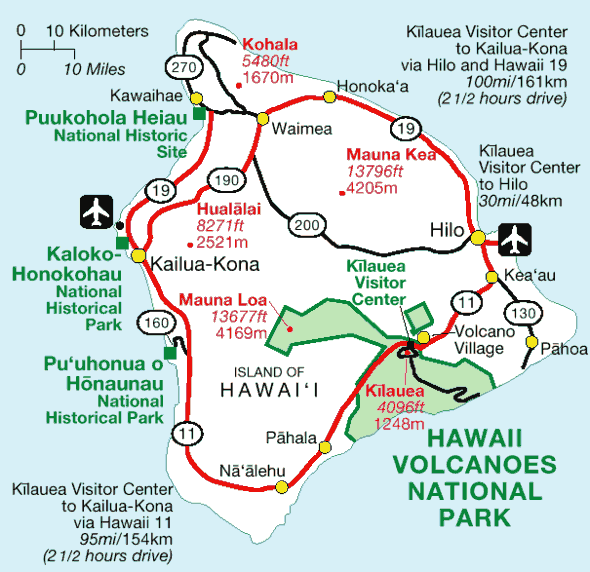
ハワイ州道130号線は東海岸のケアアウ（Ke'aau）からパホア（Pahoa）を経由して、現在はカイム（Kaimū）の手前までの道路である。

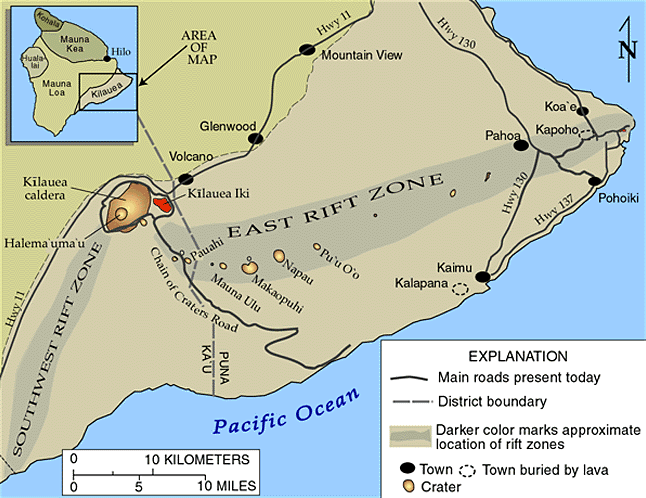
キラウエア火山の拡大図で、ハレマウマウ主火口、プウ・アア側火口、州道130号線、パホア、カイム、州道137号線などの位置関係。

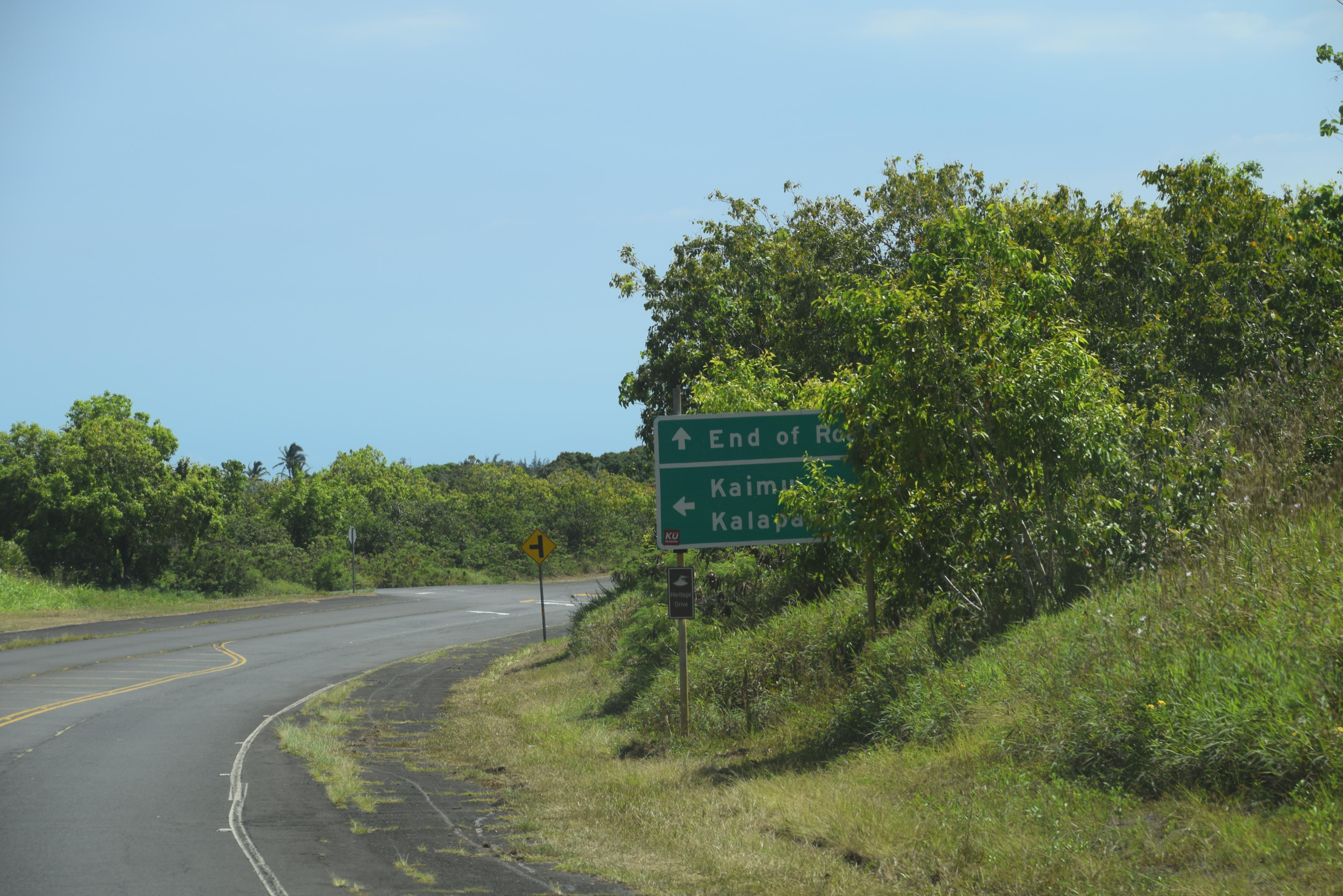
ハワイ州道130号線はカイムで、21.5マイル標識の直後に終わる。

ハワイ州道130号線（ハワイしゅうどうひゃくさんじゅうごうせん、英語: Hawaii Route 130）はアメリカ合衆国ハワイ州の最大の島であるハワイ島東部のプナ地区を南北に走る道路で、ケアアウ（Ke'aau）からパホアを経由して、現在はカイム（Kaimū）の手前までの道路である。

## 路線
ハワイ州道130号線はハワイ島の東海岸のヒロから南周りで西海岸のカイルア・コナへ向かう州道11号線を南へ下ったと所にあるケアアウ（Ke'aau）から出発して南へ向かい、パホア（Pahoa）を経由して、現在はカイム（Kaimū）の手前までの道路である。
以前はその先のカイム、カラパナ（Kalapana）、カパアフ（Kapaahu）などを経由して、ハワイ火山国立公園のチェーン・オブ・クレーターズ・ロードへ繋がっていたが、プウ・オオ火口の1983年から始まったの火山活動で東へ流れた溶岩流により道路が埋没した。現在の130号線はカイムの手前まで、チェーン・オブ・クレーターズ・ロードはホレイ・シーアーチ（Holei Sea Arch）で終わっている。

## 東リフト帯を通過
キラウェア火山には溶岩活動が盛んな2つのリフト帯がハレマウマウ主火口から出ていて、南西リフト帯（Southeast Rift Zone、35km）はそこから南西へ海岸方面へ向かいこれは1974年以降は火山活動を休止していて、東リフト帯（East Rift Zone、125km）は東へプウ・オオ火口を経て州道130号線を越えて、カポホ（Kapoho）を経てクムカヒ岬へ向かい、これは現在も活発な噴火活動がある。
このため、州道130号線を南へ向かうと、パホアを過ぎてからすぐ東リフト帯を通過することになる。2000年以降では、2014年の火山活動で10月に溶岩流がパホアの町郊外のゴミ・リサイクル・センターまで25メートルと迫った。また2018年5月からの火山活動（2018 lower Puna eruption）では、州道130号線のすぐ東側にあるレイラニ・エステーツ（Leilani Estates）、ラニプナ・ガーデン（Lanipuna Gardens）住宅地に地表の割れ目から溶岩流が出て住宅を壊し、有毒ガスや蒸気を吹き出して、住民1,700人が避難したり、時には130号線も通行止めになったりしている。

## 支線
支線として、パホアから州道132号線が東へカポホ（Kapoho）経由でクムカヒ岬（ハワイ島の最東端）まで、この途中のカポホから州道137号線が海岸線を西へカイムまである。

## 溶岩流見学場所へ
2017年まではカイムに車を置いて、州道130号線をさらに8.5マイル程歩くか自転車で行き、溶岩流見学場所で溶岩流を見れた。また、この溶岩流は船からも、昼夜見学できた。

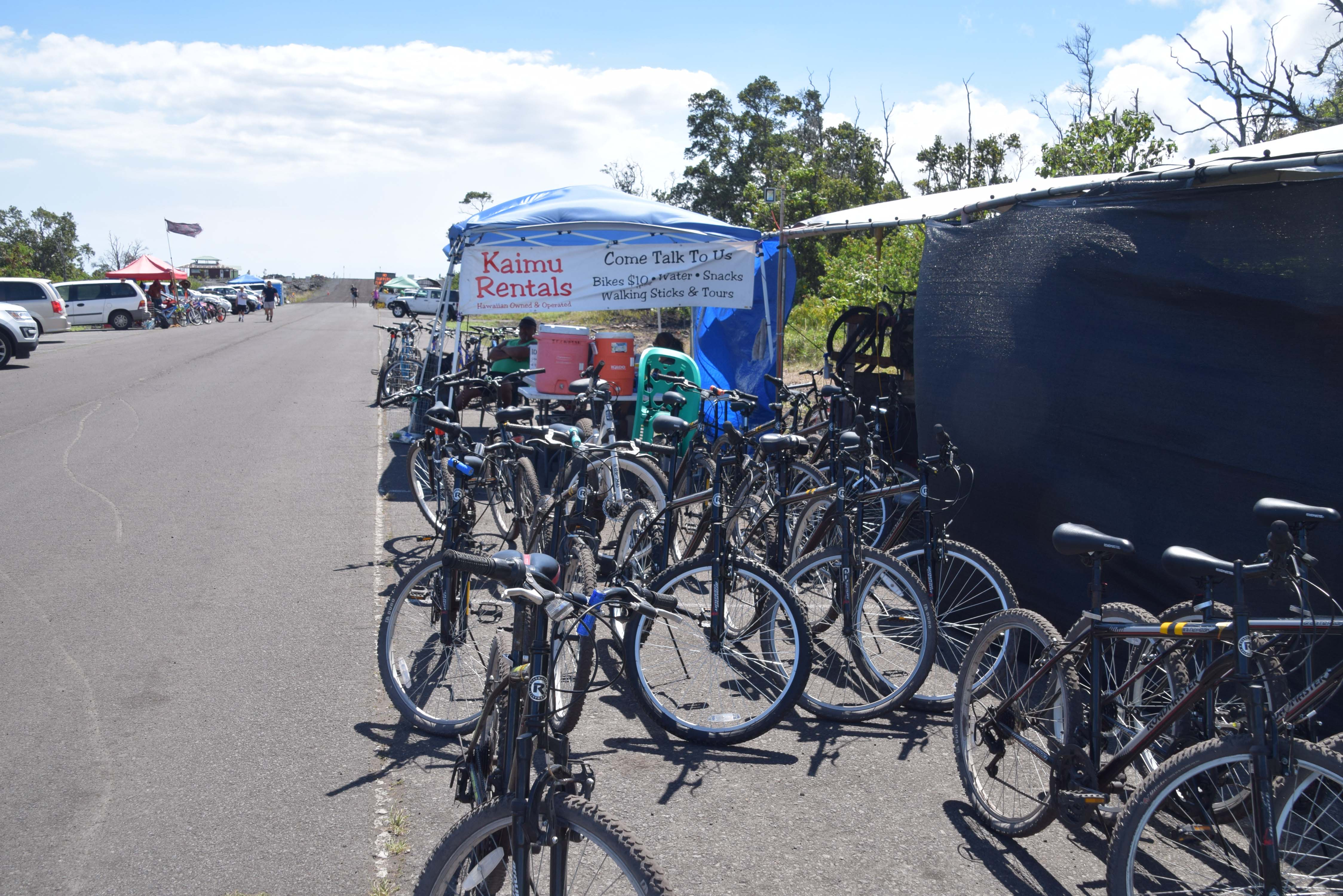
駐車場とレンタ・サイクル場（カイムで）
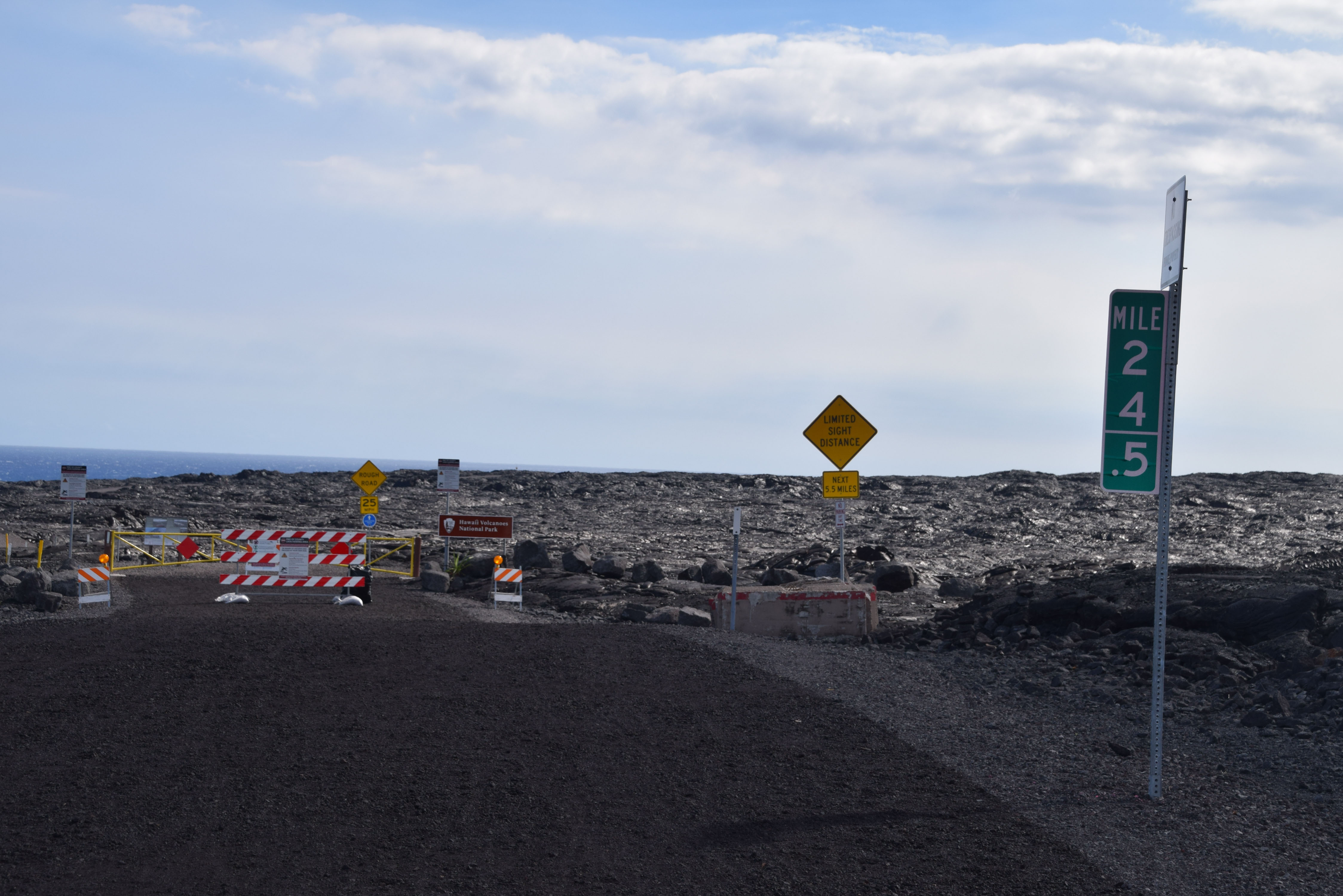
州道130号線をさらに8.5マイル歩いて溶岩流観測所へ
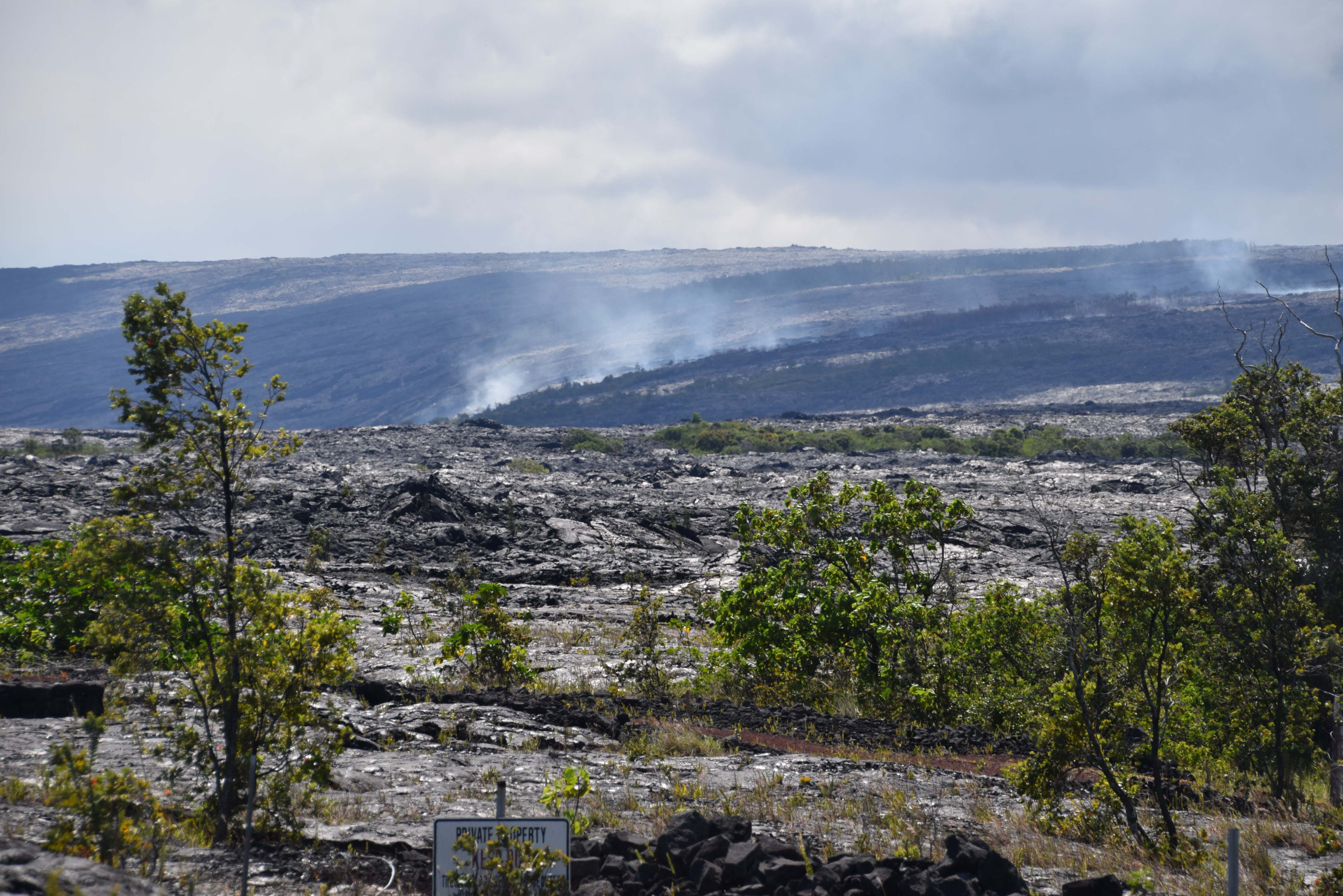
プウ・オオ火口の溶岩が溶岩洞の中で山を駆け降りる際の煙が見える。
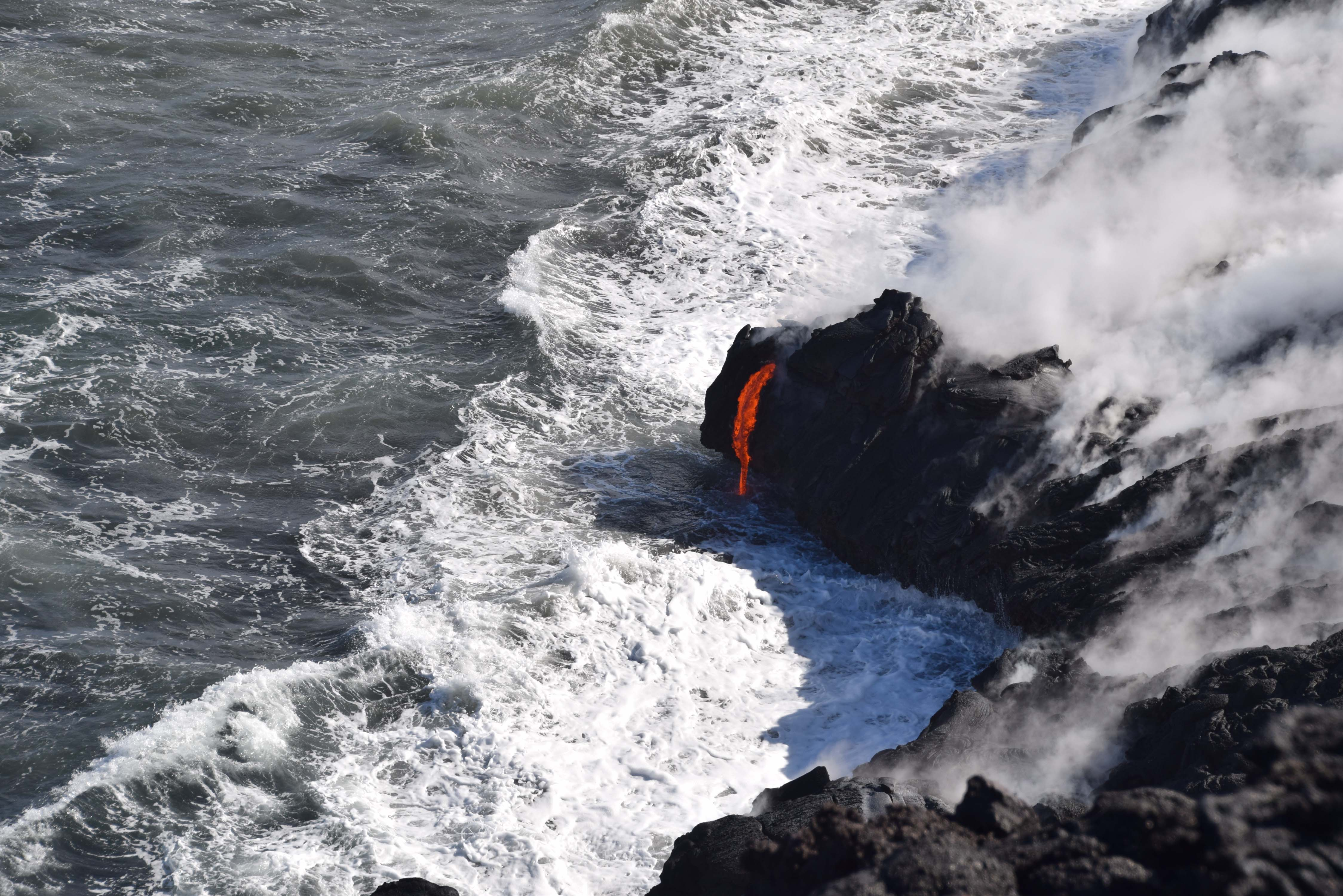
溶岩流観測所ではプウ・オオ火口の溶岩が海へ流れ落ちるのを観る。